# 德波睦鄰條約
《睦鄰友好合作條約》（德語：Vertrag über gute Nachbarschaft und freundschaftliche Zusammenarbeit）是於1991年6月17日在德意志聯邦共和國和波蘭共和國之間簽署的合作條約，它補充了1990年簽署的德波邊界條約。
在《睦鄰友好條約》中，兩國同意尊重居住在邊界另一邊的少數民族的權利，並促進文化交流，特別是在年輕人之間。
1992年，波蘭還與其他鄰國簽署了類似名稱的協議：
- 與烏克蘭，1992年5月18日在華沙簽署的《睦鄰友好關係與合作條約》（波蘭語：Traktat o dobrym sąsiedztwie, przyjaznych stosunkach i współpracy）
- 與俄羅斯，1992年5月22日在莫斯科簽署的《友好鄰國合作條約》（波蘭語：Traktat o przyjaznej i dobrosąsiedzkiej współpracy）
- 與白俄羅斯，1992年6月25日在華沙簽署的《睦鄰友好合作條約》（波蘭語：Traktat o dobrym sąsiedztwie i przyjaznej współpracy）